# Cyangugu
Cyangugu (även Shangugu) uttalas /tʃjaŋɡuɡu/ är en stad, tillika huvudstad, i Ruzizidistriktet i Västra provinsen, Rwanda.  Staden ligger vid södra änden av Kivusjön vid floden Ruzizi. Rakt väster på andra sidan om floden ligger Bukavu i Demokratiska republiken Kongo. Två broar och en damm spänner över floden. Dammens kraftverk har en årskapacitet på 148 GWh. 
Staden hade 59 000 invånare 2002.